# Castello di Vigolzone
II castello di Vigolzone è un castello medievale situato nel capoluogo del comune italiano di Vigolzone, in provincia di Piacenza. Il castello si trova sul lato ovest del centro abitato, nella parte meridionale della pianura Padana, non lontano dai primi rilievi dell'Appennino ligure.

## Storia
Le prime notizie sulla presenza di un castello a Vigolzone risalgono al 1095, quando ne venne investito Lantelmo Confalonieri, figura legata ad un rapporto di vassallaggio con il vescovo di Piacenza Aldo nonché capitano dei piacentini partiti verso la Terra santa per la prima crociata. Nel 1242 questo edificio venne conquistato da parte delle truppe di Enzio, re di Sardegna; trascorsi due anni dalla presa del forte, lo stesso Enzio diede ordine alle milizie cremonesi al suo servizio di radere al suolo il complesso. Della struttura originaria rimangono, a seguito di questo episodio, unicamente i residui di una torre a base rotonda, nonché alcune tracce sotterranee di murature e torri che racchiudevano l'antico castrum.
Nel 1330 il castello viene ricostruito ad opera di Bernardo Anguissola, il quale aveva ricoperto la carica di generale di cavalleria al soldo di Galeazzo I Visconti; l'anno preciso della ricostruzione è documentato da un'iscrizione in pietra originariamente situata sulla torre maggiore e, in seguito, spostata in una sala interna. L'investitura della famiglia Anguissola sul castello venne poi confermata nel 1414 a Pietro, nipote di Bernardo. Un altro nipote del fondatore, il letterato - oltreché condottiero - Giovanni Carlo Anguissola, organizzò nell'edificio una scuola di grammatica nel corso del XV secolo. Negli anni successivi il castello fu coinvolto in diversi fatti d'armi, venendo assediato più volte, tra cui una, nel 1483, da parte delle truppe di Ludovico il Moro.
Nel 1511 la proprietà del castello fu spartita tra diversi membri della famiglia Anguissola, che in quell'occasione procedettero anche a inventariare le armi che vi erano presenti, tra cui alcune colubrine e delle baliste a turnio. Nel 1517 venne con tutta probabilità espugnato da truppe al servizio di Odet de Foix, le quali commisero diversi delitti contro la popolazione locale.
Il 23 ottobre 1521, nei pressi del castello, fu combattuta una cruenta battaglia tra le forze francesi al comando del vice-governatore di Piacenza Girolamo Trivulzio e le truppe piacentine della famiglia Scotti, guidate dai conti Jacopo Dal Verme e Giacomo Anguissola, che ebbero la peggio vedendo circa 300 vittime tra le loro file, nonché diversi prigionieri, tra i quali Galeazzo Anguissola che venne condannato a morte a Milano nei giorni successivi allo scontro. L'anno successivo lo stesso Trivulzio costrinse il conte Gian Giacomo Anguissola, in fuga da Piacenza, a rifugiarsi nel castello, che fu poi cinto d'assedio fino al momento in cui Trivulzio fu obbligato ad allontanarsi dalla zona da parte di Gian Giacomo Pisarone.
Nel 1651 il feudo di Vigolzone fu elevato a contea da parte del duca di Parma e Piacenza Ranuccio II Farnese, con a capo Giovanni Battista Anguissola.
Nel 1888 il forte ospitò il poeta Giosuè Carducci, che in alcuni versi dedicati alla piacentina Elvira Boselli condivise la sua ammirazione per l'edificio. La famiglia Anguissola mantenne poi la proprietà del forte fino all'estinzione del ramo familiare, avvenuta nel 1936. In seguito a ciò, il castello entrò a far parte dei possedimenti dei marchesi Monticello Obizzi di Crema, che avviarono lavori di restauro affidandoli all'architetto piacentino Girbafranti. Successivamente l'edificio fu comprato dai marchesi Landi di Chiavenna, che lo adibirono a propria residenza.

## Struttura

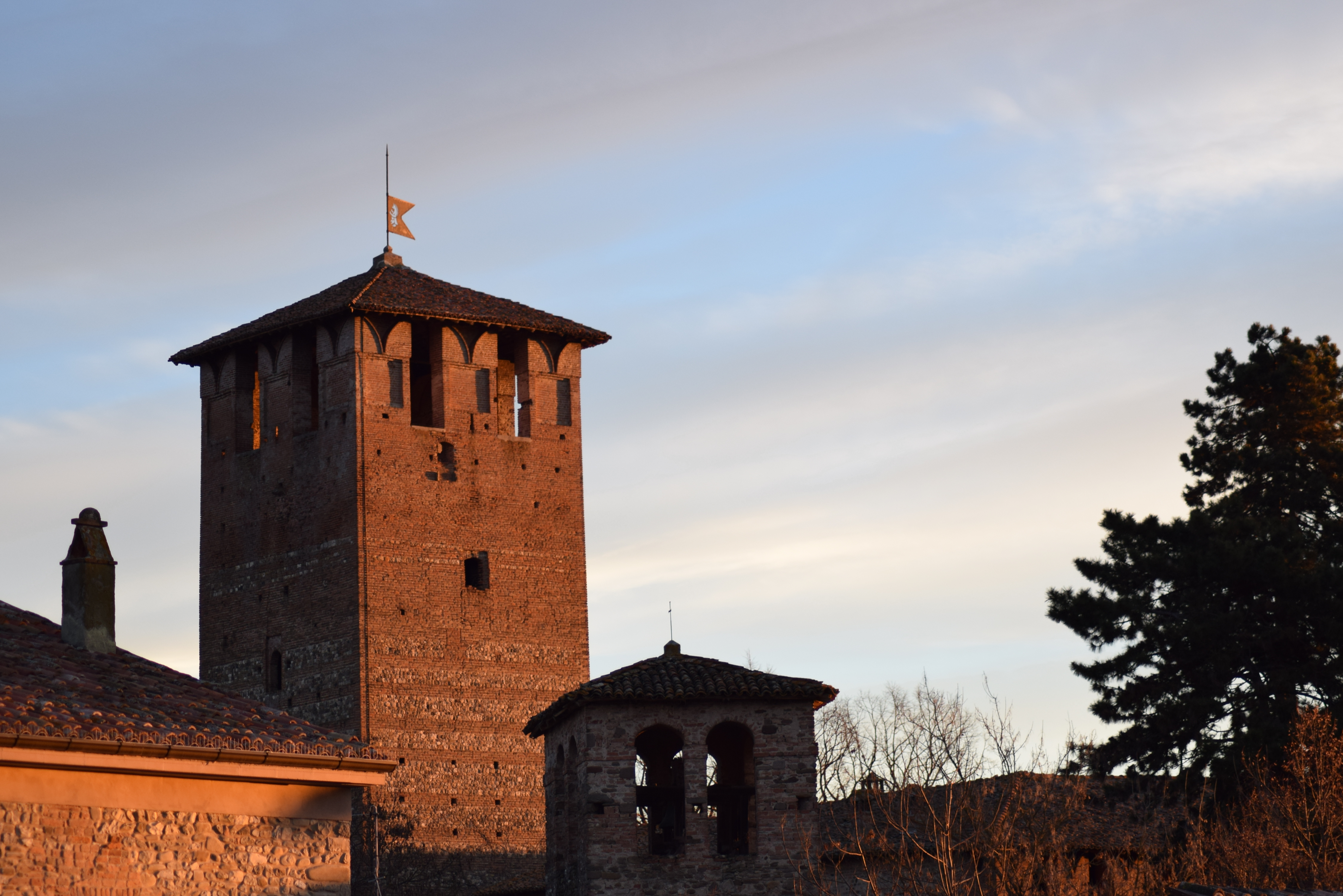
Particolare della torre maggiore

La costruzione, realizzata coniugando esigenze di tipo militare con esigenze di tipo residenziale, presenta base rettangolare con cortile interno. Due torri a base quadrata si trovano negli angoli opposti della struttura, elemento in comune con il castello di Bicchignano. La torre maggiore, posta sul lato settentrionale, fungeva da dongione; alta 40 m e dotata di merli a coda di rondine, essa era posta in posizione dominante rispetto al ponte levatoio, originariamente presente e poi eliminato, a cui garantiva protezione.
L'impianto originale fu pesantemente rimaneggiato, all'esterno e, specialmente, all'interno, nei lavori effettuati agli inizi del Novecento, i quali inserirono elementi di gusto romantico tra cui la merlatura coperta dal tetto posta sul fronte meridionale.
All'interno, al piano terra si trova l'aula in cui si tenevano le udienze del tribunale del feudo, mentre al primo piano, nell'ala sinistra dell'edificio, è presente la sala delle armi, caratterizzata da un soffitto ligneo che ospita pannelli decorativi raffiguranti gli stemmi delle famiglie patrizie che avevano contratto legami di parentela con gli Anguissola di Vigolzone attraverso matrimoni. Secondo alcuni studi, nella stanza si trovava un camino poggiante su sottili colonne decorate con i simboli delle famiglie Anguissola, Visconti e Fontana. Sullo stesso piano si trovava il teatro, ospitato in una sala ampia 400 m², e distrutto da un incendio nel 1860.
In una delle sale si trova murata l'epigrafe, originariamente collocata all'esterno del dongione, nei pressi del fossato, riportante l'indicazione della data di fondazione del castello e poi trasportata all'interno per evitare che venisse danneggiata dalle precipitazioni atmosferiche. L'epigrafe si conclude con il seguente motto di benvenuto: MCCC.XXX INCEPTUM-FUIT CASTRUM-DOMINO BERNARDI ANGUXOLLE-SEGNORI-(V)U SCIE TUTI GI BEN VEGNU, che ricorda quello presente nel castello di Montechiaro, situato nella limitrofa val Trebbia.